# Phorbia simplisternita
Phorbia simplisternita este o specie de muște din genul Phorbia, familia Anthomyiidae, descrisă de Fan, Li și Xiaolong Cui în anul 1993.
Este endemică în Henan. Conform Catalogue of Life specia Phorbia simplisternita nu are subspecii cunoscute.